# Santiago García
Santiago García (Rosario, 8 juli 1988) is een Argentijns voetballer die bij voorkeur als linksback speelt. Hij tekende in april 2014 een driejarig contract bij Werder Bremen, dat hem in het voorgaande jaar huurde van Rangers de Talca.

## Clubcarrière
Garcia komt uit de jeugdopleiding van CA Rosario Central. Daarvoor debuteerde hij in 2008 in de hoofdmacht, tegen Club de Gimnasia y Esgrima de La Plata. Op 12 juli 2010 tekende Garcia bij US Palermo. Hij debuteerde voor de club uit Sicilië in de Europa League, tegen Lausanne-Sport.